# Alchemilla eugenii
Alchemilla eugenii är en rosväxtart som beskrevs av Pawl.. Alchemilla eugenii ingår i släktet daggkåpor, och familjen rosväxter. Inga underarter finns listade i Catalogue of Life.